# Мелацо
Мела̀цо (на италиански: Melazzo; на пиемонтски: Mlass, Мълас, на местен диалект: Mross, Мърос) е село и община в Северна Италия, провинция Алесандрия, регион Пиемонт. Разположено е на 254 m надморска височина. Населението на общината е 1327 души (към 2010 г.).